# Tanongou
Tanongou är ett arrondissement i kommunen Tanguiéta i Benin. Den hade 6 938 invånare år 2002.